# Costasiella
Costasiella Pruvot-Fol, 1951 è un genere di molluschi privi di guscio della famiglia Costasiellidae.

## Tassonomia
Ci sono 17 specie appartenenti al genere Costasiella
- Costasiella arenaria K. R. Jensen, Krug, Dupont & Nishina, 2014
- Costasiella coronata Swennen, 2007
- Costasiella formicaria (Baba, 1959)
- Costasiella fridae Fernández-Simón & Moles, 2023
- Costasiella illa (Marcus, 1965)
- Costasiella iridophora Ichikawa, 1993
- Costasiella kuroshimae Ichikawa, 1993
- Costasiella mandorahae Jensen, 1997
- Costasiella nonatoi Marcus & Marcus, 1960
- Costasiella ocellifera (Simroth, 1895)
- Costasiella pallida Jensen, 1985
- Costasiella patricki Espinoza, DuPont & Valdés, 2014
- Costasiella paweli Ichikawa, 1993
- Costasiella rubrolineata Ichikawa, 1993
- Costasiella usagi Ichikawa, 1993
- Costasiella vegae Ichikawa, 1993
- Costasiella virescens Pruvot-Fol, 1951